# Rădăcinești (okręg Vrancea)
Rădăcinești – wieś w Rumunii, w okręgu Vrancea, w gminie Corbița. W 2011 roku liczyła 285
mieszkańców.